# クレマトップ
クレマトップ(krematop)は、ネスレ日本から発売されていたコーヒー用液体クリームの商品名、及び同社の商標。
1979年発売開始。同社では、クリーミングパウダーの「ブライト」も発売している。
2023年に、瓶タイプに続きポーションタイプも販売が終了した。

## ラインナップ
以下、2015年10月現在、日本国内においてのラインナップ
- 瓶タイプ
  - 280g
- ポーションタイプ
  - オリジナル
    - 40個入
    - 20個入

  - ハーフ&ハーフ
    - 40個入
    - 20個入

  - ゼロ - 2015年8月製造終了。現在は在庫のみの販売となる。
    - 18個入

## 同社製を含む競合製品
- 液体タイプ
  - めいらく - 商品名「スジャータ」[1]
  - メロディアン - 商品名「コーヒーフレッシュ・メロディアン・ミニ」[2]
  - 味の素AGF - 商品名「 マリーム ポーションタイプ」[3]
  - UCC上島珈琲 - 商品名「カフェプラス」[4]
  - キーコーヒー - 商品名「クリーミーポーション」[5]
- 粉末タイプ
  - ネスレ日本 - 商品名「ネスレ ブライト」[6]
  - 森永乳業 - 商品名「 クリープ 」[7] [注釈 1]

他